# Blatterndorf
Blatterndorf gehört zum Ortsteil Effelder der Gemeinde Frankenblick im Landkreis Sonneberg in Thüringen.

## Lage
Blatterndorf befindet sich am westlichen Ortsrand von Effelder, am Bach Effelder.

## Geschichte
Blatterndorf wurde am 24. September 1231 erstmals urkundlich erwähnt. Das Dorf wurde 1923 nach Effelder  eingemeindet.

## Dialekt
In Blatterndorf wird Itzgründisch, ein mainfränkischer Dialekt, gesprochen.